# Honda PCX
Honda PCX — малокубатурный среднеразмерный скутер. В европейских странах модель пользуется высокой популярностью, и, по некоторым данным, было продано более 23 000 штук скутеров этой серии.
Изначально скутеры Honda PCX должны были заполнить линейку скутеров между Honda Elite (с двигателем 108 см³) и более мощным Honda SH150i (с двигателем 150 см³). Так как скутеры Honda SH150i пользовались низким спросом из-за высокой цены, в 2012 году производитель увеличил объём двигателя Honda PCX до 152 см³, восполнив этот сегмент.

## Дизайн
Продолжая линию дизайна макси скутеров, Honda не стала оснащать PCX низкой площадкой для ног, что делает его визуально похожим на старшую модель Honda Silver Wing.
В качестве отличительной черты от скутеров мелких размеров можно отметить неподвижное крепление передней фары на корпусе и наличие небольшого ветрозащитного щитка.

## Технологии
Скутеры Honda PCX оснащены современными экономичными четырёхтактными двигателями с верхним расположением распредвала (SOHC).
Инжекторная технология впрыска топлива именуется производителем PGM-FI и обеспечивает высокую точность подачи топлива в цилиндр.
По заявлениям производителя, большая часть двигателя была смоделирована с применением компьютерных технологий, что позволило значительно его облегчить, уменьшить габаритные размеры, уменьшить количество потребляемого масла и улучшить другие потребительские характеристики.
Также скутеры комплектуются системой Idling Stop Switch, аналогичного автомобильной системе старт-стоп, которая глушит двигатель при простое на холостом ходу в течение более чем 3 секунд и снова заводит его при нажатии на акселератор.
Пуск двигателя производится с использованием электро-управляемого генератора-стартера переменного тока и декомпрессора, упрощающего прокручивание вала.
Привод заднего колеса осуществляется посредством вариатора V-Matic с резиновым ремнём.
Таким образом, комплексное использование этих технологий позволяет добиться очень малого расхода топлива — от 1,5 л на 100 км для скутеров PCX125.

## Модификации

### I поколение

#### PCX
Модель была впервые представлена в октябре 2009 года на 41 Токийском автосалоне. Уже в ноябре скутеры начали продавать в Таиланде. В Японии же продажи начались 30 марта 2010 года.

#### PCX150
В 2012 году линейка PCX была расширена за счет модели PCX150.

### II поколение

#### PCX
В апреле 2014 года была представлена обновлённая модель скутера. В частности, были изменены размеры самого скутера и установлен топливный бак увеличенного объёма.

#### PCX150
Honda представила на Токийском автосалоне в 2017 году две новые версии PCX — гибридную и электрическую. Ожидается, что новая версия Honda PCX будет представлена публике в 2018 году.